# Avenida San Martín (Mendoza)

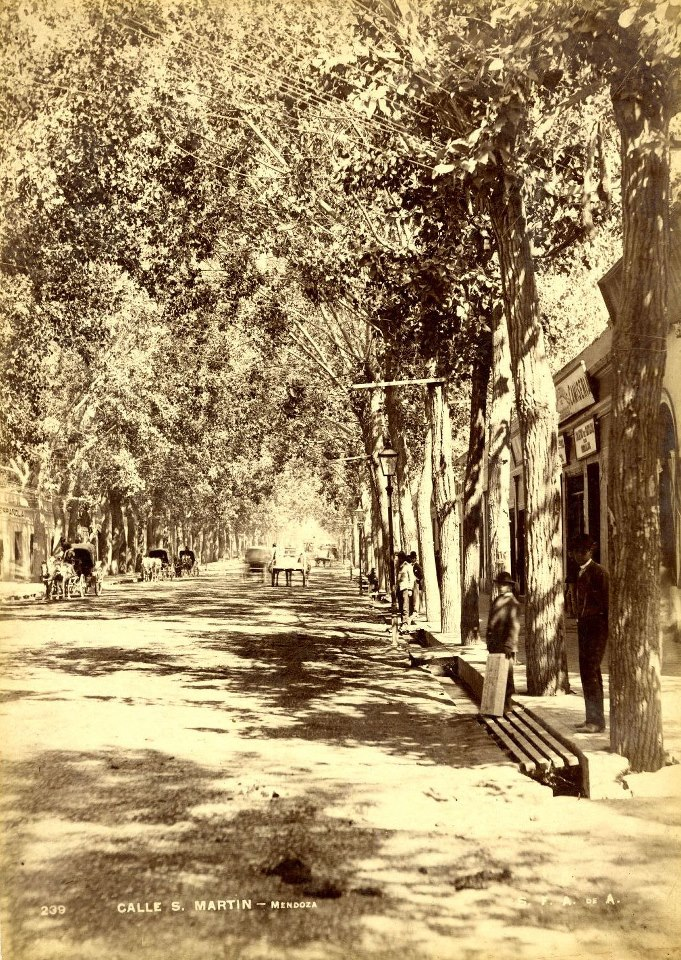
La calle San Martín en la década de 1900.

La Avenida General José de San Martín es la calle principal de la ciudad de Mendoza, capital de la provincia argentina homónima.

## Historia
En el siglo XIX, paulatinamente, se construyó en Mendoza un camino que en 1883 adoptó el nombre de José de San Martín, líder político y militar de la Independencia de la Argentina. Primero, el terremoto de Mendoza de 1861 seguido de la reconstrucción de Mendoza convirtió a la calle en una importante vía de comunicación. En 1880 dejó de ser un camino de tierra cuando fue empedrada una parte.

## Características
La Avenida San Martín cruza Mendoza en sentido norte-sur.

## Ciclovía
En 2020 la Municipalidad de Mendoza inició la construcción de una ciclovía en el lado este de la Av. San Martín. Empezó en el límite entre Mendoza y el departamento Godoy Cruz y se prevé que finalice en el límite entre la capital y el departamento Las Heras.